# Prisoja (Andrijevica)
Pour les articles homonymes, voir Prisoja.
Prisoja (en serbe cyrillique : Присоја) est un village du nord-est du Monténégro, dans la municipalité d'Andrijevica.

## Démographie

### Évolution historique de la population
| 1948 | 1953 | 1961 | 1971 | 1981 | 1991 | 2003 |
| ---- | ---- | ---- | ---- | ---- | ---- | ---- |
| 442  | 466  | 494  | 393  | 395  | 394  | 348  |